# Narcissus papyraceus
Narcissus papyraceus é uma espécie de planta com flor pertencente à família Amaryllidaceae. 
A autoridade científica da espécie é Ker Gawl., tendo sido publicada em Botanical Magazine 24: pl. 947. 1806.

## Portugal
Trata-se de uma espécie presente no território português, nomeadamente os seguintes táxones infraespecíficos:
- Narcissus papyraceus subsp. panizzianus - presente em Portugal Continental e no Arquipélago dos Açores. Em termos de naturalidade é nativa de Portugal Continental e introduzida no Arquipélago dos Açores. Não se encontra protegida por legislação portuguesa ou da Comunidade Europeia.
- Narcissus papyraceus subsp. papyraceus - presente em Portugal Continental. Em termos de naturalidade é nativa da região atrás referida. Não se encontra protegida por legislação portuguesa ou da Comunidade Europeia.